# Siêu lạm phát ở Zimbabwe

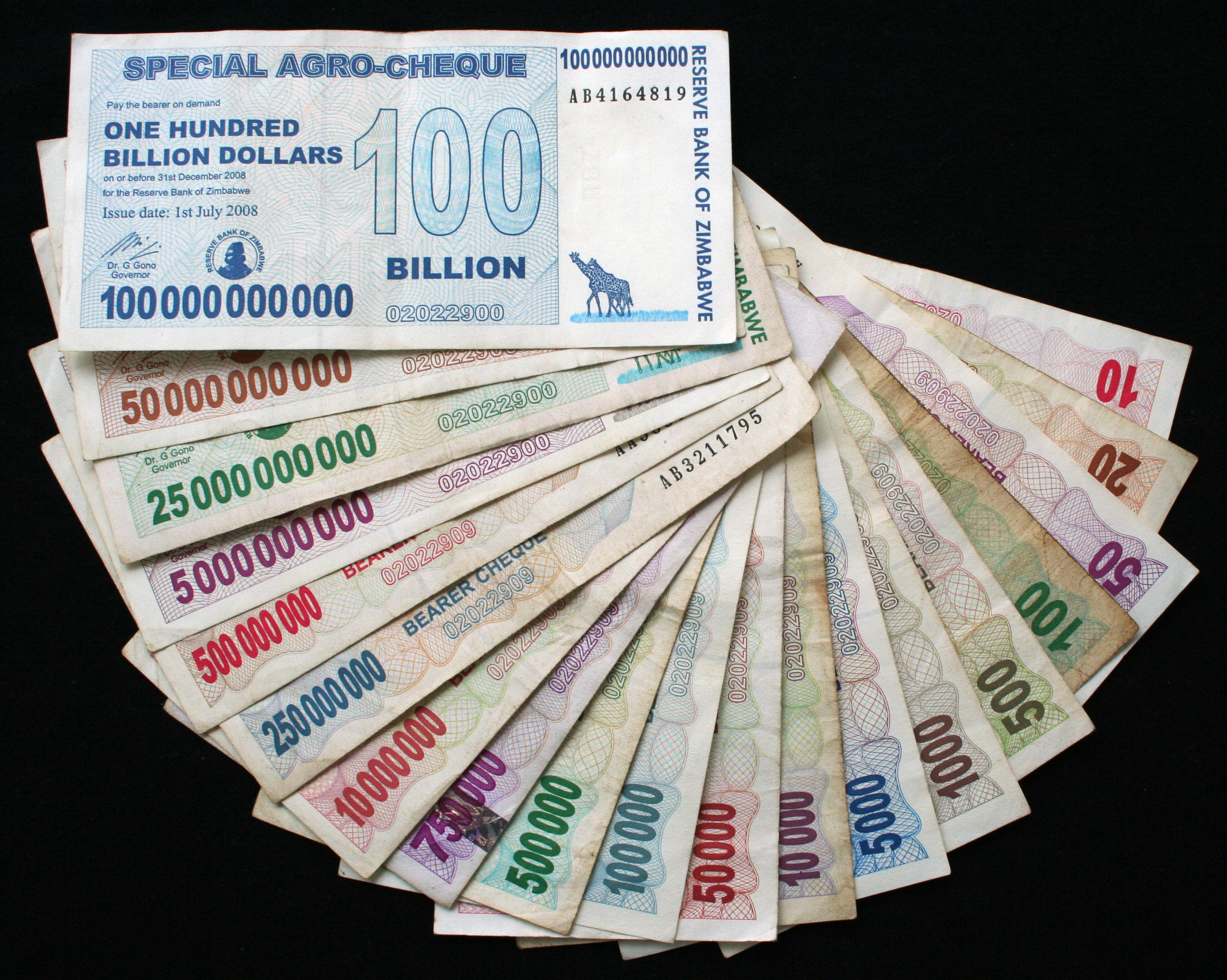
Hình Đô la Zimbabwe Dollar với mệnh giá từ 10 đến 100 tỷ được in và phát hành chỉ trong vòng 01 năm

Siêu lạm phát ở Zimbawe chỉ về một giai đoạn siêu lạm phát ở đất nước Zimbabwe từ năm 2007 đến năm 2009 mà đỉnh điểm là vào năm 2009. Siêu lạm phát bắt đầu khi tỷ lệ lạm phát hàng tháng vượt quá 50%. Zimbabwe bắt đầu bước vào kỷ nguyên siêu lạm phát vào tháng 3 năm 2007. Lạm phát chỉ chấm dứt khi quốc gia châu Phi từ bỏ đồng nội tệ của mình vào năm 2009. Cuộc khủng hoảng lạm phát của Zimbabwe cho đến nay  là cuộc lạm phát tồi tệ thứ hai trong lịch sử, sau cuộc khủng hoảng siêu lạm phát ở Hungary năm 1946, với giá cả tăng gấp đôi sau mỗi 15,6 giờ. Biểu hiện rõ nhất là việc Ngân hàng Trung ương liên tục phát hành giấy bạc mệnh giá rất cao, tháng 1 năm 2008 phát hành giấy bạc mệnh giá 20 triệu đôla, đến 21 tháng 7 năm 2008 phát hành giấy bạc mệnh giá 100 tỷ đôla.

## Diễn biến
| Lạm phát ở Zimbabwe trong thời bình (số liệu chính thức trước tháng 7 năm 2008) | Lạm phát ở Zimbabwe trong thời bình (số liệu chính thức trước tháng 7 năm 2008) | Lạm phát ở Zimbabwe trong thời bình (số liệu chính thức trước tháng 7 năm 2008) | Lạm phát ở Zimbabwe trong thời bình (số liệu chính thức trước tháng 7 năm 2008) | Lạm phát ở Zimbabwe trong thời bình (số liệu chính thức trước tháng 7 năm 2008) | Lạm phát ở Zimbabwe trong thời bình (số liệu chính thức trước tháng 7 năm 2008) | Lạm phát ở Zimbabwe trong thời bình (số liệu chính thức trước tháng 7 năm 2008) | Lạm phát ở Zimbabwe trong thời bình (số liệu chính thức trước tháng 7 năm 2008) | Lạm phát ở Zimbabwe trong thời bình (số liệu chính thức trước tháng 7 năm 2008) | Lạm phát ở Zimbabwe trong thời bình (số liệu chính thức trước tháng 7 năm 2008) |
| T.gian                                                                          | Lạm phát                                                                        | T.gian                                                                          | Lạm phát                                                                        | T.gian                                                                          | Lạm phát                                                                        | T.gian                                                                          | Lạm phát                                                                        | T.gian                                                                          | Lạm phát                                                                        |
| ------------------------------------------------------------------------------- | ------------------------------------------------------------------------------- | ------------------------------------------------------------------------------- | ------------------------------------------------------------------------------- | ------------------------------------------------------------------------------- | ------------------------------------------------------------------------------- | ------------------------------------------------------------------------------- | ------------------------------------------------------------------------------- | ------------------------------------------------------------------------------- | ------------------------------------------------------------------------------- |
| 1980                                                                            | 7%                                                                              | 1986                                                                            | 15%                                                                             | 1992                                                                            | 40%                                                                             | 1998                                                                            | 48%                                                                             | 2004                                                                            | 132,75%                                                                         |
| 1981                                                                            | 14%                                                                             | 1987                                                                            | 10%                                                                             | 1993                                                                            | 20%                                                                             | 1999                                                                            | 56,9%                                                                           | 2005                                                                            | 585,84%                                                                         |
| 1982                                                                            | 15%                                                                             | 1988                                                                            | 7,3%                                                                            | 1994                                                                            | 25%                                                                             | 2000                                                                            | 55,22%                                                                          | 2006                                                                            | 1.281,11%                                                                       |
| 1983                                                                            | 19%                                                                             | 1989                                                                            | 14%                                                                             | 1995                                                                            | 28%                                                                             | 2001                                                                            | 112,1%                                                                          | 2007                                                                            | 66.212,3%                                                                       |
| 1984                                                                            | 10%                                                                             | 1990                                                                            | 17%                                                                             | 1996                                                                            | 16%                                                                             | 2002                                                                            | 198,93%                                                                         | thg 7, 2008                                                                     | 231.150.888,87%                                                                 |
| 1985                                                                            | 10%                                                                             | 1991                                                                            | 48%                                                                             | 1997                                                                            | 20%                                                                             | 2003                                                                            | 598,75%                                                                         | giữa thg 11, 2008                                                               | 79.600.000.000%                                                                 |

Tháng 8 năm 2006, một đồng dollar Zimbabwe mới đã được đánh giá lại được phát hành tương đương với 1.000 dollar trước kia. Tỷ lệ trao đổi đã giảm từ 24 dollar Zimbabwe cũ trên U.S. dollar (USD) năm 1998 tới 250.000 dollar trước kia hay 250 dollar Zimbabwe mới trên 1 dollar Mỹ theo tỷ giá chính thức, và ước tính 120.000.000 dollar cũ hay 120.000 dollar Zimbabwe mới 1 dollar Mỹ trên chợ đen, tháng 6 năm 2007.
Lạm phát đã tăng từ một tỷ lệ hàng năm 32% năm 1998, lên mức ước tính chính thức cao tới 11.200.000.000% vào tháng 8 năm 2008 theo Văn phòng Thống kê Trung ương. Đây là một tình trạng siêu lạm phát, và ngân hàng trung ương đã đưa ra một đồng tiền 100 tỷ dollar mới.

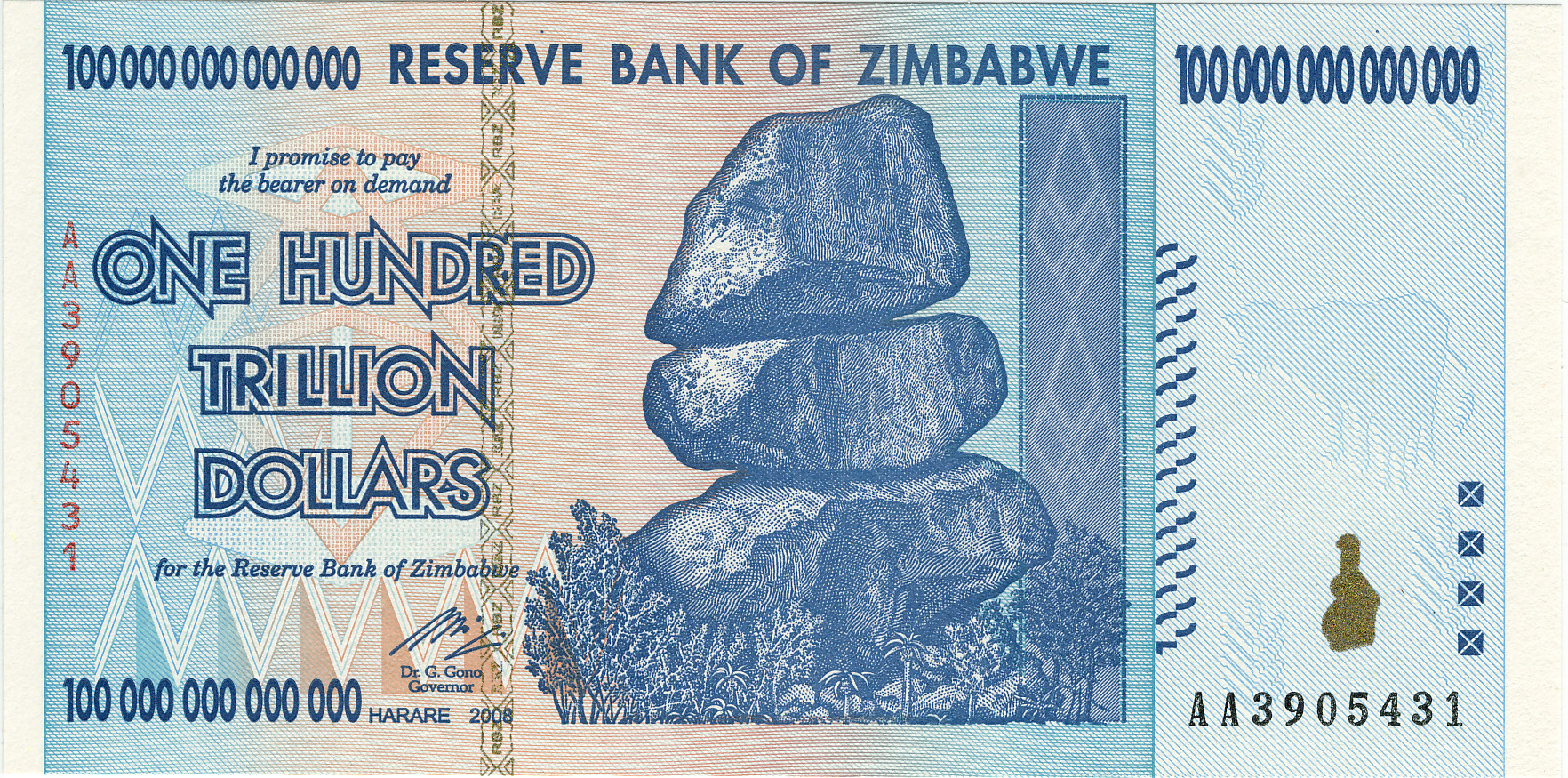
Tờ tiền có mệnh giá cao nhất (100 nghìn tỷ đô)

Ở thời điểm tháng 11 năm 2008, các con số không chính thức đưa ra tỷ lệ lạm phát hàng năm của Zimbabwe là 516 nhân 10 mũ 18 phần trăm, với giá cả tăng gấp đôi sau mỗi 1.3 ngày. Tới năm 2005, sức mua của người dân trung bình Zimbabwe đã giảm xuống mức thực tương đương thời điểm năm 1953. Những người dân địa phương phần lớn phải mua những vật dụng thiết yếu từ các quốc gia Botswana, Nam Phi và Zambia láng giềng.
Tháng 1 năm 2009, Zimbabwe đưa ra đồng tiền giấy $100 nghìn tỷ (1014). Ngày 29 tháng 1, trong một nỗ lực đối phó với tình trạng lạm phát của đất nước, quyền Bộ trưởng Tài chính Patrick Chinamasa thông báo rằng người dân Zimbabwe sẽ được phép sử dụng các đồng tiền tệ khác, ổn định hơn (ví dụ Sterling, Euro, Rand Nam Phi và Dollar Mỹ) trong trao đổi, bên cạnh đồng dollar Zimbabwe.
Ngày 2 tháng 2 năm 2009, RBZ thông báo thêm 12 số không nữa sẽ bị bỏ khỏi đồng tiền tệ, với 1.000.000.000.000 dollar (thế hệ ba) Zimbabwe đổi được một dollar mới. Các đồng tiền mới (thế hệ bốn) được đưa ra với mệnh giá mới Z$1, Z$5, Z$10, Z$20, Z$50, Z$100 và Z$500. Các đồng tiền thế hệ bốn được lưu hành cùng với các đồng thế hệ ba, vẫn được sử dụng cho tới ngày 30 tháng 6 năm 2009.
Kể từ tháng 2 năm 2009, Chính phủ mới của Zimbabwe đã thiết lập hệ thống giao thương đa tiền tệ trong đó đồng đô la Mỹ được sử dụng phổ biến nhất. Phân bổ ngân sách quốc gia năm 2009, dự toán ngân sách 2010 đều sử dụng đô la Mỹ làm đơn vị tiền tệ. Với việc đô la hóa toàn bộ nền kinh tế, Chính phủ Zimbabwe đã gắn chặt nền kinh tế của họ với chính sách tiền tệ của Mỹ.
Lạm phát tại Zimbabwe đã ổn định sau khi chính phủ cho phép thanh toán bằng đồng đô la Mỹ, tuy nhiên nền kinh tế này lại rơi vào một hoàn cảnh khó khăn đặc biệt khác khi thiếu đô la Mỹ để thanh toán. Điều này đã làm cho rất nhiều người dân tại đây tìm đến Bitcoin như một phương tiện thanh toán thay thế.

## So sánh hàng - tiền
Giá cả leo thang là biểu hiện rõ của lạm phát, cụ thể là ở một số mặt hàng sau đây (thống kê chưa đầy đủ):
| STT | Mặt hàng/dịch vụ | Số lượng                          | Giá cả (đô) | Ghi chú                                                                         |
| --- | ---------------- | --------------------------------- | ----------- | ------------------------------------------------------------------------------- |
| 1   | Bánh mỳ          | 01 ổ                              | 300 tỷ      | Từ 500-10.000-10 triệu-15 triệu-600 triệu-700 triệu-2 tỷ-15 tỷ-100 tỷ-300 tỷ đô |
| 2   | Trứng            | 01 khay 30 quả                    | 45 tỷ       | Giá niêm yết (chưa đạt đỉnh)                                                    |
| 3   | Trứng gà         | 03 quả                            | 100 tỷ      | Giá khi đạt đến đỉnh điểm                                                       |
| 4   | Sữa tươi         | 01 cốc                            | 3 tỷ        |                                                                                 |
| 5   | Chuối            |                                   | 50 triệu    | 02 quả có giá 50.000 đô                                                         |
| 6   | Dầu ăn           | 01 chai 2 lít                     | 5 tỷ        |                                                                                 |
| 7   | Hạt ngô          | 01 túi                            | 30 USD      |                                                                                 |
| 8   | Bột ngô          | 01 yến                            | 45 triệu    | Chưa đạt đến đỉnh điểm                                                          |
| 9   | Khoai tây        | 01 gói                            | 2 triệu     | Chưa đạt đến đỉnh điểm                                                          |
| 10  | Nhu yếu phẩm     | dầu ăn, ngũ cốc, bột mỳ, xà phòng | 100 tỷ      | Đã được trợ giá                                                                 |
| 11  | Xăng dầu         | 04 lít                            | 40 triệu    | Từ 25 triệu-32,5 triệu-40 triệu                                                 |
| 12  | Chi tiêu         | 01 ngày                           | 250-500 tỷ  |                                                                                 |
| 13  | Giấy vệ sinh     | 02 cuộn                           | 10 triệu    | 417 đô/01 chiếu, cả gói là 145.750 (2006)                                       |
| 14  | Bánh quy         | Một gói 10 chiếc                  | 19 tỷ       |                                                                                 |
| 15  | Coca-Cola        | 04 lon                            | 20 triệu    | Giá khi chưa đạt đỉnh điểm                                                      |
| 16  | Vé xe buýt       | 01 vé                             | 10 triệu    | Riêng tại Thủ đô Harare tốn 100 tỷ đô                                           |
| 17  | Tủ lạnh          | 01 chiếc                          | 10 triệu    | Thời điểm lạm phát thấp                                                         |
| 18  | Hộ chiếu         | 01 lần thủ tục                    | 24,7 tỷ     | Bao gồm cả chi phí bôi trơn                                                     |
| 19  | Lãi suất cơ bản  |                                   | 600%        | Tháng 3/2007                                                                    |

## Nguyên nhân
Zimbabwe đầu những năm 1980 đã có những bước phát triển kinh tế đáng kể. Tuy nhiên sang giai đoạn 1990, khi đà ảnh hưởng chính trị của Tống thống Robert Mugabe (lãnh đạo Zimbabwe từ năm 1980) suy yếu, chính quyền của ông bị cáo buộc chìm trong tiêu cực, lợi dụng tham nhũng để duy trì quyền lực.
Đầu những năm 2000, khoảng 4.000 chủ đồn điền da trắng bị tịch thu đất đai, nền nông nghiệp Zimbabwe sụp đổ chỉ trong vòng một đêm. Hai năm sau đó, sản lượng nông sản của quốc gia châu Phi này sụt giảm nghiêm trọng, dẫn tới nạn đói tồi tệ nhất trong vòng 60 năm.
Hậu quả của cuộc cải cách ruộng đất, bắt nguồn từ chính sách cải tổ đất đai của Chính phủ (theo sự chỉ đạo của Tổng thống Robert Mugabe), trong đó những thương gia người da trắng - nguồn lực chính kinh tế của đất nước đã bị Chính phủ cướp đoạt ruộng đất, xua đuổi, trong một cuộc cải cách điền địa, kéo theo đó là nguồn tài trợ của Mỹ và phương Tây. Đất đai chia cho nhiều người nhưng họ không biết cách canh tác. Đất nước lâm vào cảnh thiếu lương thực, siêu lạm phát, kinh tế suy yếu, các dịch vụ công sụp đổ.
Sau cuộc cải cách ruộng đất vào năm 2005, theo sự hướng dẫn của thống đốc ngân hàng trung ương Gideon Gono, đã bắt đầu những cuộc đàm phán để những người chủ trại da trắng có thể quay lại. Họ chỉ còn khoảng 400 tới 500 người vẫn còn ở lại trong nước, nhưng hầu hết đất đai đã bị tịch thu không còn có thể canh tác được nữa. Tháng 1 năm 2007, chính phủ thậm chí còn để một số chủ trang trại da trắng ký các hợp đồng thuê đất dài hạn. Nhưng, chính phủ một lần nữa đảo ngược lại quá trình này và bắt đầu yêu cầu tất cả những người chủ trại da trắng còn lại phải rời đất nước hoặc sẽ phải đối mặt với việc bị bỏ tù.
Để khắc phục đói nghèo và nợ công, ông Mugabe yêu cầu ngân hàng trung ương nước này in thêm tiền để phục vụ nhập khẩu nhu yếu phẩm, dẫn tới lạm phát trầm trọng. Theo Financial Times, lạm phát tại Zimbabwe đạt đỉnh năm 2008, khi giá cả tăng gấp đôi trong 24 giờ, và đồng tiền lạm phát tới 7,9 tỷ %. Tỷ lệ thất nghiệp tăng cao kỷ lục, dịch vụ công đình trệ, nền kinh tế Zimbabwe suy giảm 18% trong năm 2008.
Cuộc khủng hoảng kinh tế toàn cầu năm 2008 đã ảnh hưởng rất nặng nề tới hầu hết các nền kinh tế trên thế giới cộng với nền kinh tế quốc nội yếu kém cùng các khoản nợ công chồng chất khiến Zimbabwe trở thành quốc gia đầu tiên trong thế kỷ 21 chịu siêu lạm phát. Suy yếu kinh tế của Zimbabwe bắt đầu từ năm 1999 lúc đó nước này đang chịu thời kỳ hạn hán dữ dội khiến nền nông nghiệp của quốc gia này bị ảnh hưởng nghiêm trọng. Trong khi đó, nợ nước ngoài đã tăng từ 11% GDP trong năm 1980 lên 119% GDP trong năm 2011.
Về chính sách điều hành, Chính phủ đã cố gắng tìm cách giảm chi tiêu và thực hiện thanh toán nợ nước ngoài thông qua việc tăng thuế, song đã thất bại do vấp phải các cuộc đình công phản đối của người lao động do đó chính phủ buộc phải in thêm tiền để thanh toán cho các chi phí cũng như trả nợ và hệ quả tất yếu là lạm phát ngày một nghiêm trọng hơn.

## Hậu quả
Chỉ trong một thời gian ngắn cơn siêu lạm phát đã biến quốc gia Nam Phi này trở thành một trong những nước nghèo đói của châu lục mặc dù từng được coi là quốc gia triển vọng nhất châu Phi với những tiềm năng kinh tế và các nguồn tài nguyên giàu có. 80% người lao động rơi vào cảnh thất nghiệp. Hệ thống giáo dục và y tế tốt của nước này và các ngành khác bị sụp đổ. Tình trạng thiếu hụt mỗi lúc thêm trầm trọng các loại hàng hóa cơ bản, cùng với tình trạng bất ổn về kinh tế và chính trị xung quanh cuộc bầu cử toàn quốc. Tại đất nước này, có rất nhiều "tỉ phú" nghèo đói. Có thể nói, nền kinh tế của Zimbabwe bị sụp đổ hoàn toàn dẫn đến phải sử dụng đồng tiền ảo Bitcoin như là một phương tiện thanh toán bất đắc dĩ.